# Christophe Grégoire
Pour le joueur de basket, voir Christophe Grégoire (basket-ball).
Pour les articles homonymes, voir Grégoire.
Christophe Grégoire, né le 20 avril 1980 à Liège en Belgique, est un footballeur international et entraîneur belge qui joue au poste de milieu de terrain.

## Biographie

### En club

#### Le rêve se concrétise avec le RSC Anderlecht
En janvier 2005, l'Excelsior Mouscron ayant besoin d'argent, il met en vente ses meilleurs joueurs dont fait partie Christophe Grégoire. Anderlecht se présente comme candidat acquéreur car il est entrainé par Hugo Broos,. Lui-même a eu l'élégant gaucher sous ses ordres lors de son passage à Mouscron. L'affaire se conclut assez rapidement car le club a besoin d'argent. De plus c'est le rêve de Christophe de pouvoir jouer à Anderlecht, lui qui était un supporter acharné quand il était petit.
Il s'en ira avec un pincement au cœur de Mouscron, car c'est quand même le club qui l'a lancé en D1. Et avec lequel il a évolué pendant 4 ans et demi. Mais il a très vite compris que pour sauver son club de la faillite, il devait absolument partir. Faillite, qui se produira malheureusement lors du championnat 2009-2010. Son transfert ne servit qu'à rallonger un peu plus la survie du club, qui était déjà en plein marasme financier.
Sa période anderlechtoise sera de très courte durée, on ne retiendra de lui que 6 petits matchs pour un but contre le KSK Beveren. En effet, le 7 février 2005 le coach du RSC Anderlecht est limogé faute de résultats. Il sera remplacé par le fidèle T2 anderlechtois, Frankie Vercauteren. Christophe étant un transfert de Broos, son adjoint, alors devenu entraineur principal, ne l'alignera plus ou très peu jusqu'à la fin de la saison. Il n'eut pas de mal à obtenir son bon de sortie car il était devenu indésirable. Le 12 août 2005, il signa pour La Gantoise.

#### Découverte de l'Eredivisie (Pays-Bas)
En juin 2010, le contrat du joueur n'est pas prolongé, il sera sans club jusqu'au mois de décembre suivant.

#### Une première expérience sous forme de prêt au Charleroi SC
Il est enrôlé au Sporting de Charleroi en janvier 2009, pour remédier aux problèmes sportifs du club. Il jouera pour le pays noir jusqu'en juin 2009.

#### Retour au Charleroi SC
En décembre 2010, le Sporting de Charleroi en mauvaise posture au classement général, enrôle le joueur pour une durée de 7 mois. Christophe ne peut commencer à jouer immédiatement, car il doit se remettre en forme après sa pause-carrière entre juin et décembre. Le samedi 11 décembre 2010, il rentre en jeu en fin de match contre La Gantoise.

#### Royal Sprimont Comblain Sport
En novembre 2011, Sprimont met la main sur Christophe Grégoire.

### En sélections nationales
Christophe Grégoire a été sélectionné à deux reprises en équipe nationale en 2007.